# Paul Foucart
Paul Foucart, né le 24 mars 1836 à Paris où il est mort le 19 mai 1926, est un épigraphiste et helléniste français, père de Georges Foucart.

## Biographie
Agrégé de lettres à l'École normale supérieure (1855), il entre en 1859 à l'École française d'Athènes dont il est directeur de 1878 à 1890.
À Delphes, il dégage un nouveau pan du mur polygonal et, avec C. Wescher, relève quatre cent soixante inscription. En 1868, il est chargé d'éditer, de compléter et de commenter les inscriptions découvertes par Philippe Le Bas en Grèce et en Asie Mineure. Le ministère de l'Instruction lui confie donc une mission dans les îles Grecques. Il parcourt alors le Péloponnèse, la Mégaride, la Grèce centrale et l'Archipel.
À son retour, il est nommé au lycée Bonaparte où il a pour élève Salomon Reinach. Il occupe ensuite la chaire d'épigraphie et d'antiquités grecques au Collège de France à partir de 1877. Il est élu membre de l'Académie des inscriptions et belles-lettres en 1878.
Directeur de l’École française d'Athènes, il fait reprendre les travaux de Delphes et poursuivre les fouilles de Délos. Il ouvre les fouilles de Myrina, du Ptoïon en Béotie, d'Elatée et de Thespies et engage les membres de l’École dans de nombreuses expéditions en Asie Mineure. Durant son mandat, à l'automne 1882, l'école voit mourir de malaria un de ses archéologues, Joseph Bilco, par manque de moyens médicaux, ce qui provoquera une revalorisation des pensions mais aussi une crise relayée par la presse et la démission fracassante de Paul Monceaux.
Il laisse en outre péricliter l'Association de correspondance hellénique. À sa mort, Salomon Reinach, qui lui doit sa carrière d'archéologue mais était un intime de Joseph Bilco, porte un jugement sévère et sur son bilan, de ne pas avoir su ouvrir l'École aux savants étrangers et de l'avoir maintenue dans son microcosme, et sur sa personne, dilettante : « De mon temps, son seul plaisir était de se promener au Lycabette, souvent avec l'épigraphiste Koehler (de), directeur de l'École allemande, et d'y lithoboliser des chiens. Comme représentation du génie français à l'étranger, c'était peu. »

## Ouvrages
- École française d'Athènes. Inscriptions recueillies à Delphes et publiées pour la première fois, avec C. Wescher (1863)
- Des Associations religieuses chez les Grecs : Thiases, Éranes, Orgéons, avec le texte des inscriptions relatives à ces associations (1873)
- Mélanges d'épigraphie grecque (1878)
- Étude sur Didymos d'après un papyrus de Berlin, p. 27-218, dans Mémoires de l'Institut de France, Académie des Inscriptions et belles lettres, Imprimerie nationale, Paris, 1909, Volume 38 (lire en ligne)
- Les Mystères d'Éleusis (1914)
- Le Culte des héros chez les Grecs (1918)

## Distinctions
- Commandeur de la Légion d'honneur (1925)[2]